# Središče, Moravske Toplice
Središče este o localitate din comuna Moravske Toplice, Slovenia, cu o populație de 66 de locuitori.